# باشگاه امپراتوران
باشگاه امپراتوران یک حلقهٔ فحشای غیرقانونی در نیویورک بود. این شرکت در اوت ۲۰۰۴ تشکیل شد. این شرکت حساب‌های بانکی تحت نام «گروه مشاوران QAT» در اختیار داشت. شهرت اصلی این شرکت پس از رسوایی جنسی الیوت اسپیتزر بود که در این رسوایی ارتباط الیوت اسپیتزر فرماندار دمکرات ایالت نیویورک با این شرکت فاش شد.
این شرکت وبگاه اینترنتی ایجاد کرده بود که در آن مردان را باعکس‌هایی از زنان که در طبقه‌بندی خاصی به نام‌های سه ستاره یا هفت ستاره جلب می‌کرد. این شرکت پانزده روسپی در اختیار داشت که در شهرهای پاریس، لندن، میلان، نیویورک و واشینگتن در دسترس بودند. این شرکت از طریق تلفن قرارهای ملاقات بین روسپی‌ها ومشتری‌ها راترتیب می‌داد. مبلغ دریافتی این شرکت برای هر ساعت ۱۰۰۰ تا۵۵۰۰ دلار بود. یک روسپی با رتبه هفت ستاره می‌توانست بیش از ۳۴۰۰۰ دلار درآمد در طول یک روز داشته باشد. وبگاه اینترنتی این شرکت در نهایت پس از رسوایی بسته شد.